# Выпирайло, Людмила Александровна
Людмила Александровна Выпирайло (укр. Людмила Олександрівна Випирайло; род. 19 июля 1979, Симферополь) — украинская велогонщица, выступавшая на треке. Чемпионка Европы 2004 года. Участвовала в летних Олимпийских играх 2004 года.

## Биография
Людмила Выпирайло родилась 19 июля 1979 года в Симферополе.
С 1991 года занималась лёгкой атлетикой. В 1994 году перешла в трековый велоспорт, тренировалась под началом Николая Кучерова. Впоследствии перешла к Владиславу Голубеву. Училась в Таврическом национальном университете им. В. И. Вернадского. Выступала за Вооружённые силы Украины. Неоднократно выигрывала чемпионат Украины.
В 2001 году завоевала две медали на юниорском чемпионате Европы в Брно: серебро в гонке по очкам и бронзу в индивидуальном спринте.
В 2004 году выиграла женский чемпионат Европы по омниуму на выносливость (гонка по очкам, индивидуальная гонка преследования, скрэтч и гонка на выбывание).
В том же году вошла в состав сборной Украины на летних Олимпийских играх в Афинах. Выступала в гонке по очкам и заняла 18-е место среди 18 финишировавших с минус 20 очками за отставание на круг.
В 2005 году стала бронзовым призёром чемпионата мира в Лос-Анджелесе в скрэтче, уступив россиянке Ольге Слюсаревой и австралийке Кэтрин Бэйтс.
Дважды выигрывала этапы Кубка мира в скрэтче — оба раза в 2004 году в Москве. Также на счету Выпирайло в 2004—2008 годах 5 серебряных и 3 бронзовых медали на этапах Кубка мира.
В 2006—2007 годах выступала за украинскую профессиональную команду Arda Natura — Pinarello — Ukraina. После 2008 года прекратила выступления.